# Carrera impulsada
En béisbol, una carrera impulsada, abreviado CI, carrera empujada (CE) o carrera remolcada (en inglés: run batted in, abreviado RBI) se otorga a un bateador cuando su equipo anota una carrera como resultado de la aparición al plato de ese bateador.
Las carreras impulsadas son una de las estadísticas que componen la Triple Corona de bateo (las otras dos son los cuadrangulares y el promedio de bateo). El primer equipo en anotar las carreras impulsadas como estadística fue el club de los Buffalo Bisons, actualmente desaparecido.
Las carreras impulsadas han sido criticadas por estadísticos de béisbol debido a que se percibe que no es muy útil para describir el desempeño de un jugador. Obtener una carrera impulsada puede depender del éxito o fracaso de otros, es decir, un bateador necesita que uno o más de sus compañeros estén en base para poder obtener más de una carrera impulsada.

## Reglas de la MLB
El Reglamento Oficial de la MLB sostiene el la regla 10.04:
a) El anotador oficial le acreditará al bateador una carrera impulsada por cada carrera que llegue al home:
(1) sin la ayuda de un error y como parte de una jugada comenzada por un hit del bateador (incluyendo el cuadrangular del bateador), toque de bola de sacrificio, fly de sacrificio, out por el infield o jugada de selección (fielder’s choice), a no ser que se aplique la Regla 10.04(b)
(2) por razón de que el bateador se convirtió en corredor con las bases llenas (ya sea por haber recibido una base por bolas, o habérsele acreditado la primera base por haber sido tocado por una bola lanzada o por interferencia u obstrucción); o
(3) cuando, antes de dos outs, se comete un error sobre una jugada, en la cual un corredor ordinariamente habría anotado desde tercera base.
(b) El anotador oficial no le acreditará al bateador una carrera impulsada
(1) cuando el bateador batea de rolling para un doble play forzado o un doble play forzado a la inversa; o
(2) cuando se le carga a un fildeador con un error a causa de que este dejó escapar una bola tirada en primera base que hubiese completado un doble play forzado.
(c) El juicio del anotador debe determinar si una carrera impulsada será acreditada a la carrera que se anota cuando un fildeador retiene la bola, o tira a una base equivocada. Ordinariamente, si el corredor sigue corriendo, el anotador oficial acreditará una carrera impulsada;si el corredor se detiene y arranca de nuevo cuando él se da cuenta de la mala jugada, el anotador oficial acreditará la carrera como anotada en un fielder’s choice.

## Récords de carreras impulsadas en lasGrandes Ligas de Béisbol

### Récords de por vida
1. Hank Aaron: 2,297
2. Albert Pujols: 2,218
3. Babe Ruth: 2,214
4. Álex Rodríguez: 2,086
5. Cap Anson: 2,075
6. Barry Bonds: 1,996
7. Lou Gehrig : 1,995
8. Stan Musial: 1,951
9. Ty Cobb: 1,938
10. Jimmie Foxx: 1,922
11. Eddie Murray: 1,917
12. Willie Mays: 1,903
13. Miguel Cabrera: 1,871

### Récords de una temporada
1. Hack Wilson: 191 en 1930
2. Lou Gehrig: 184 en 1931
3. Hank Greenberg: 183 en 1937
4. Jimmie Foxx, 175 en 1938 y Lou Gehrig, 175 en 1927

### Récords en un partido
1. Jim Bottomley el 24 de septiembre de 1924 y Mark Whiten el 7 de septiembre de 1993: 12
2. Wilbert Robinson el 10 de junio de 1892, Tony Lazzeri el 24 de mayo de 1936 y Phil Weintraub el 30 de abril de 1944: 11
3. Shohei Othani el 19 de septiembre de 2024: 10

### Récords en una entrada
1. Fernando Tatis el 23 de abril de 1999: 8
2. Ed Cartwright el 23 de septiembre de 1890: 7
3. Alex Rodríguez el 4 de octubre de 2009: 7